# Pedro Pereira
Pedro Miguel Almeida Lopes Pereira (Lissabon, 22 januari 1998) – alias Pedro Pereira – is een Portugees voetballer die doorgaans als rechtsback speelt.

## Clubcarrière
Pereira werd geboren in de Portugese hoofdstad Lissabon. In 2008 verruilde hij GDR Afeiteira voor SL Benfica. In 2015 maakte de rechtsachter de overstap naar het Italiaanse UC Sampdoria. Op 14 september 2015 debuteerde hij in de Serie A in de thuiswedstrijd tegen Bologna. Hij viel reeds na 21 minuten in voor de geblesseerde Mattia Cassani. De week erop mocht de rechtsachter in de basiself starten in het uitduel tegen Torino. Op 4 oktober 2015 gaf Pereira de assist op Luis Muriel bij het openingsdoelpunt van Sampdoria in het thuisduel tegen Internazionale, dat later in de wedstrijd langszij kwam via Ivan Perišić.

## Interlandcarrière
Pereira kwam uit voor diverse Portugese nationale jeugdelftallen. Hij speelde onder meer veertien interlands in Portugal –17.